# Ugo Donato Bianchi
Ugo Donato Bianchi (Pennabilli, 10 febbraio 1930 – Bologna, 4 aprile 1999) è stato un arcivescovo cattolico italiano.

## Biografia
Nacque a Molino di Bascio, una frazione del comune di Pennabilli, oggi in provincia di Rimini ma all'epoca in quella di Pesaro-Urbino.
Il 18 aprile 1954 fu ordinato presbitero, nella basilica di San Giovanni in Laterano a Roma, dal cardinale Clemente Micara.

### Ministero episcopale
Il 23 maggio 1977 fu nominato arcivescovo di Urbino e vescovo di Urbania e Sant'Angelo in Vado. Ricevette l'ordinazione episcopale il 3 luglio 1977, nella piazza di Novafeltria, dal cardinale Pericle Felici, assistito da Plinio Pascoli, vescovo titolare di Suava e da Giovanni Locatelli, vescovo di Rimini e di San Marino-Montefeltro.
Rimase a capo delle tre circoscrizioni ecclesiastiche fino al 30 settembre 1986, quando queste furono unificate e lui fu nominato primo arcivescovo di Urbino-Urbania-Sant'Angelo in Vado.
Mantenne quest'ultima carica fino alla morte, sopraggiunta, dopo una lunga malattia, il 4 aprile 1999 all'ospedale Sant'Orsola di Bologna. Dopo le esequie, celebrate nella chiesa di San Domenico ad Urbino, viene sepolto nel cimitero di Gattara, frazione di Casteldelci.

## Genealogia episcopale
La genealogia episcopale è:
- Cardinale Scipione Rebiba
- Cardinale Giulio Antonio Santori
- Cardinale Girolamo Bernerio, O.P.
- Arcivescovo Galeazzo Sanvitale
- Cardinale Ludovico Ludovisi
- Cardinale Luigi Caetani
- Cardinale Ulderico Carpegna
- Cardinale Paluzzo Paluzzi Altieri degli Albertoni
- Papa Benedetto XIII
- Papa Benedetto XIV
- Papa Clemente XIII
- Cardinale Bernardino Giraud
- Cardinale Alessandro Mattei
- Cardinale Pietro Francesco Galleffi
- Cardinale Filippo de Angelis
- Cardinale Amilcare Malagola
- Cardinale Giovanni Tacci Porcelli
- Papa Giovanni XXIII
- Cardinale Pericle Felici
- Arcivescovo Ugo Donato Bianchi